# 동독의 국기

동독의 국기 비율 3:5

동독의 국기는 1949년 10월 7일에 채택되었다. 1959년 10월 1일부터 동독의 국장을 추가한 형태의 국기를 사용했으며 1990년 독일의 재통일(동서독 통일) 때까지 사용되었다.

## 역사
1948년 3월에 열린 제2차 독일 인민회의에 의해 채택되었다. 당시에는 3가지 안이 제시되었는데 첫 번째 안은 적기, 두 번째 안은 검정-하양-빨강 삼색기, 세 번째 안은 검정-빨강-금색 삼색기였다. 적기는 공산주의와 노동운동을 상징하는 깃발이었지만 부르주아 계급이 주도한 독일 11월 혁명과 관련이 있다는 이유로 채택되지 않았다. 검정-빨강-금색 삼색기는 바이마르 공화국 시대에 있었던 실업과 사회적 위기를 담고 있었기 때문에 소련 측에서는 반대 입장을 표명했다. 검정-하양-빨강 삼색기는 1943년 소련에 의해 조직된 자유 독일 국민위원회가 사용한 깃발이었다. 이는 옛 독일 제국이 사용했던 국기로서 나치 독일에 반대하는 상징이기도 했다.
1949년 제3차 독일 인민 회의에 참석한 프리드리히 에베르트 동베를린 시장이 검정-빨강-금색 삼색기 안을 제시했다. 독일 인민 회의는 1949년 5월 30일에 열린 회의에서 에베르트의 제안을 채택했다. 검정-빨강-금색 삼색기는 1949년 10월 7일에 정식으로 수립된 동독(독일민주공화국)의 국기가 되었다.
1949년부터 1959년까지 동독은 서독과 같은 국기를 사용했지만 1959년 10월 1일 서독의 국기와 구별하기 위해 국장을 추가한 형태의 국기를 사용하기 시작했다. 국장 안에는 망치, 컴퍼스, 호밀 고리가 그려져 있는데 망치는 노동자를, 컴퍼스는 지식인을, 호밀 고리는 농민을 의미한다. 서독과 서베를린에서는 헌법에 반하는 것이라며 한동안 금지되었지만 1969년 7월 22일에 서독 정부가 동독의 국기와 국장의 사용을 허락하는 정책을 승인하면서 허용되었다.

## 기 목록

### 이전의 국기

동독의 국기 (1949년 ~ 1959년)
동독의 상선기 (1959년 ~ 1973년)
세로 방향으로 게양된 동독의 국기 (1949년 ~ 1959년)
세로 방향으로 게양된 동독의 국기 (1959년 ~ 1990년)
1989년 베를린 장벽 붕괴부터 이듬해 동서독 통일 때까지 시민들이 사용한 문장이 제거된 형태의 기

### 국가인민군의 군기

국가인민군의 군기
국가 인민 해군의 군함기
국가 인민 해군의 보조 군함기
동독 국경부대의 기
동독 연안국경여단의 기

### 그 외의 기

동독의 대통령기 (1955년 ~ 1990년)
동독의 국가평의회 의장기 (1960년 ~ 1990년)
동독의 국방평의회 의장기
동독의 우편기 (1955년 ~ 1973년)
동독의 우편기 (1975년 ~ 1990년)

## 같이 보기
- 독일의 국기
- 독일의 기 목록